# Multiple Krise
Als multiple Krise – auch Vielfachkrise genannt – wird „eine historisch-spezifische Konstellation verschiedener sich wechselseitig beeinflussender und zusammenhängender Krisenprozesse im neoliberalen Finanzmarktkapitalismus“ verstanden. Dabei sind die einzelnen Krisenprozesse als Krisen spezifischer sozialer Verhältnisse zu interpretieren, wobei soziale Verhältnisse v. a. „relativ regelmäßige Praktiken sozialer Kollektive und Individuen“ meint. Krisen treten demnach auf, wenn Kollektive und/oder Individuen diese spezifischen Praktiken nicht mehr ausüben (können), wenn also die „Normalität“ dieser Verhältnisse gestört wird.
Pauline Bader et al. weisen deshalb darauf hin, dass der Krisenbegriff nicht rein objektivistisch gefasst werden kann, weil es immer von der subjektiven Krisenwahrnehmung abhängt, wie sich die „Praktizierenden“ gegenüber potentiellen Krisen verhalten. Krisen haben demnach immer objektive und subjektive Komponenten, beziehen sich sowohl auf die tatsächliche Nicht-Reproduzierbarkeit und die subjektive Wahrnehmung dieser. Die Überlegungen stellen eine Erweiterung der bislang diskutierten Varianten der Marxistischen Krisentheorie dar und fokussieren nicht allein auf ökonomische Zusammenhänge. Die Vielfachkrise wird vor dem Hintergrund und dem Zusammenhang mit der Weltwirtschaftskrise ab 2007 diskutiert, wobei die ursächlichen und analysierten Prozesse schon wesentlich eher einsetzten.
Thematisch unterteilen Bader et al. die Vielfachkrise in vier zentrale Krisenkomplexe:
- Ökonomie (finanzdominierte Akkumulation),
- Ökologie,
- Soziales (Reproduktion) und
- Politik (Demokratie).[1]

Ulrich Brand (2009) hingegen fasst die multiple Krise noch weiter beziehungsweise differenzierter. So unterscheidet er im sozialen Bereich zusätzlich zwischen erzwungener Migration, der Krise der Geschlechterverhältnisse beziehungsweise der hegemonialen Männlichkeit sowie der sozialen Integration. Des Weiteren spricht er von einer Krise der politischen Institutionen (beziehungsweise der politischen Repräsentation) sowie von Krisen der Ernährungssicherheit.
Es sind vor allem kritische, dem Marxismus zugeneigte Wissenschaftler aus dem deutschsprachigen Raum, die sich mit diesem Ansatz beschäftigen und in ihre Analysen aufnehmen.